# I Think We’re Alone Now
«I Think We’re Alone Now» — песня, написанная Ритчи Корделлом. В 1967 году она стала хитом для группы Tommy James & the Shondells, попав на четвёртое место американского чарта, где продержалась семнадцать недель. Музыкальный критик Лестер Бэнгс назвал сингл «апофеозом бабблгам-попа». Корделл написал, а также помогал записывать несколько песен для Джеймса, в том числе последующий сингл «Mirage», «Run, Run, Baby, Run» (би-сайд «Mirage») и песню 1968 года «Mony Mony». «I Think We’re Alone Now» стала одной из самых успешных песен Томми Джеймса и прозвучала в одной из сцен слэшера 1980 года «День Матери».
С тех пор песню много раз перепевали. В 1987 версия в исполнении 16-летней певицы Тиффани достигла первого места в США, Великобритании, Канаде и Новой Зеландии. Также были популярны и другие кавер-версии, в том числе The Rubinoos (№ 45 в США, 1977) и Girls Aloud (№ 4 в Великобритании, 2006).

## Версия Тиффани
К песне вновь пришла слава в 1987 году, когда американская певица Тиффани записала кавер-версию для своего дебютного одноименного альбома. Её версия две недели возглавляла американский чарт Billboard Hot 100 (и неожиданно была вытеснена другим кавером на Tommy James & the Shondells — «Mony Mony» в исполнении Билли Айдола) и три недели — английский чарт. Спустя 13 недель после дебюта сингл Тиффани стал четырежды платиновым в США. Видеоклип был снят в одном из торговых центров Америки, по которым гастролировала юная Тиффани.
Когда Джордж Тобин, менеджер Тиффани, дал ей послушать оригинальную версию песни, ей не понравилась идея перепеть её, потому что, по её мнению, она не была достаточно современной. Однако она стала её самой популярной песней.
«I Think We’re Alone Now» не был первым синглом с дебютного альбома Тиффани. Первым синглом был «Danny», но радиостанции решили ставить в эфир «I Think We’re Alone Now». Он стал хитом на радио, а также 18-м в списке самых продаваемых синглов 1987 года и 32-м — в Австралии в 1988.
Версия Тиффани упоминается в песне альтернативной группы Weezer «Heart Songs» на альбоме 2008 года Red Album, однако в песне упоминается, что «I Think We’re Alone Now» пела Дебби Гибсон — ещё один кумир подростков того времени.

### Список композиций и формат
7"/CD single
1. «I Think We’re Alone Now» — 3:47
2. «No Rules» — 4:05

12" vinyl single
1. «I Think We’re Alone Now» (extended version) — 6:35
2. «I Think We’re Alone Now» (single version) — 4:25
3. «I Think We’re Alone Now» (dub version) — 6:35

### Чарты
| Чарт (1987/1988)                                  | Наивысшая позиция |
| ------------------------------------------------- | ----------------- |
| Australian ARIA Singles Chart                     | 46                |
| Austrian Singles Chart                            | 24                |
| Dutch Singles Chart                               | 2                 |
| French Singles Chart                              | 9                 |
| German Singles Chart                              | 14                |
| Irish Singles Chart                               | 1                 |
| Italian singles Chart                             | 5                 |
| New Zealand Singles Chart                         | 1                 |
| Norwegian Singles Chart                           | 3                 |
| South African Singles Chart                       | 1                 |
| Swiss Singles Chart                               | 10                |
| UK Singles Chart                                  | 1                 |
| U.S. Billboard Hot 100                            | 1                 |
| U.S. Billboard Hot Dance Music/Maxi-Singles Sales | 7                 |
| U.S. Billboard Hot Dance Music/Club Play          | 26                |
| Canadian Singles chart                            | 1                 |

## Версия Girls Aloud
В 2006 году британская поп-группа Girls Aloud записала кавер-версию «I Think We’re Alone Now», который спродюсировал Брайан Хиггинс и его продюсерский центр Xenomania для сборника хитов The Sound of Girls Aloud. Трек был выпущен 18 декабря 2006 года. Их версия стала официальной темой фильма «Мальчик в девочке», который появился в британском кинопрокате 29 декабря 2006 года.

### Список композиций
UK CD1 (Fascination / 1714586)
1. «I Think We’re Alone Now» (Single Version) — 3:42
2. «Why Do It?» — 2:53

UK CD2 (Fascination / 1714587)
1. «I Think We’re Alone Now» (Single Version) — 3:42
2. «I Think We’re Alone Now» (Uniting Nations Remix) — 6:18
3. «I Think We’re Alone Now» (Tony Lamezma Baubletastic Remix) — 5:32
4. «Jingle Bell Rock» (Joe Beal, Jim Boothe) — 1:59
5. «I Think We’re Alone Now» (Video) — 3:37

### Видеоклип
По сюжету девушки проворачивают аферу в казино — Сара заигрывая с мужчиной, снимает с его шеи цепочку, на которой висит ключ, Надин уносит добычу в бокале с шампанским и отдает его официантке Николе. Никола с бокалом идет на сцену к фокуснице Шерил и та заставляет её магическим образом исчезнуть. Когда мужчина обнаружил пропажу, солистки уже открывают ключом кейс, полный долларов.
У видео есть три разных концовки. В первой девушек ловят после того, как они открывают кейс, во второй Кимберли Уолш распахивает перед преследователями блузку и те падают в обморок, а в третьей девушки успешно скрываются с кейсом и лежа на кровати обсыпаются деньгами.

### Чарты
| Чарт(2006)          | Наивысшая позиция |
| ------------------- | ----------------- |
| UK Singles Chart    | 4                 |
| Irish Singles Chart | 11                |

## Другие кавер-версии
Свои кавер-версии песни записали The Killers, The Turtles, The Monkees, Gary Lewis and the Playboys, The Spinto Band, Lene Lovich, Pascal вместе с Karen Parry, The Click Five, Bel’s Boys, The Birthday Massacre, Comadre, The Pipettes, RatCat, Screeching Weasel, The Crimea, и Me First and the Gimme Gimmes.
Испаноязычная версия песни под названием «Ahora Estoy Solo» была записана нескольким мексиканскими (Los Hitters) и испанскими группами.
Песня была спародирована американским камеди-музыкантом «Странным Элом» Янковичем на своём альбоме 1988 года Even Worse под названием «I Think I’m a Clone Now».